# Schizocosa rovneri
Schizocosa rovneri är en spindelart som beskrevs av Uetz och Charles Denton Dondale 1979. Schizocosa rovneri ingår i släktet Schizocosa och familjen vargspindlar. Inga underarter finns listade i Catalogue of Life.